# Erzbistum Pontianak
Das Erzbistum Pontianak (lateinisch Archidioecesis Pontianakensis) ist ein römisch-katholisches Erzbistum mit Sitz in Pontianak in Indonesien.

## Geschichte
Papst Innozenz XII. versuchte am 16. Januar 1692 das Apostolische Vikariat Borneo zu gründen. Die Mission war erfolglos, weil der Sultan von Banjarmasin allen Ausländern das Vordringen ins Inland verbot. Pius X. gründete die Apostolische Präfektur Niederländisch-Borneo am 11. Februar 1905 aus Gebietsabtretungen der Apostolischen Präfektur Batavia.
Mit der Apostolischen Konstitution Quae catholico nomini wurde es am 13. März 1918 zum Apostolischen Vikariat erhoben und nahm am 21. Mai 1938 den Namen, Apostolisches Vikariat Pontianak, an. Am 3. Januar 1961 wurde es in den Rang eines Metropolitanerzbistums erhoben.
Teile seines Territoriums verlor es zugunsten der Errichtung folgender Bistümer:
- 21. Mai 1938 an die Apostolische Präfektur Banjarmasin;
- 11. März 1948 an die Apostolische Präfektur Sintang;
- 14. Juni 1954 an die Apostolische Präfektur Ketapang;
- 9. April 1968 an die Apostolische Präfektur Sekadau.

## Ordinarien

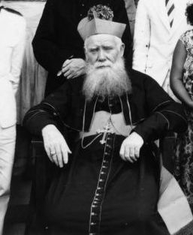
Jan Pacificus Bos

### Apostolischer Präfekt von Niederländisch-Borneo
- Jan Pacificus Bos OFMCap (10. April 1905–13. März 1918)

### Apostolische Vikare von Niederländisch-Borneo
- Jan Pacificus Bos OFMCap (13. März 1918–1934)
- Tarcisius Henricus Josephus van Valenberg OFMCap (10. Dezember 1934–21. Mai 1938)

### Apostolische Vikare von Pontianak
- Tarcisius Henricus Josephus van Valenberg OFMCap (21. Mai 1938–13. Juli 1957)
- Herculanus Joannes Maria van der Burgt OFMCap (13. Juli 1957–3. Januar 1961)

### Erzbischöfe von Pontianak
- Herculanus Joannes Maria van der Burgt OFMCap (3. Januar 1961–2. Juli 1976)
- Hieronymus Herculanus Bumbun OFMCap (26. Februar 1977–3. Juni 2014)
- Agustinus Agus (seit 3. Juni 2014)

## Statistik
| Jahr | Bevölkerung | Bevölkerung | Bevölkerung | Priester      | Priester          | Priester        | Priester               | Ständige Diakone | Ordensleute   | Ordensleute       | Pfarreien |
| Jahr | Katholiken  | Einwohner   | Anteil      | Gesamt-anzahl | Diözesan-priester | Ordens-priester | Katholiken je Priester | Ständige Diakone | Ordens-brüder | Ordens-schwestern | Pfarreien |
| ---- | ----------- | ----------- | ----------- | ------------- | ----------------- | --------------- | ---------------------- | ---------------- | ------------- | ----------------- | --------- |
| 1950 | 010.747     | 0987.000    | 1,1 %       | 49            |                   | 49              | 219                    |                  | 24            | 120               | 15        |
| 1970 | 048.804     | 1.091.244   | 4,5 %       | 44            |                   | 44              | 1.109                  |                  | 93            | 168               | 17        |
| 1980 | 105.404     | 1.595.000   | 6,6 %       | 48            | 3                 | 45              | 2.195                  |                  | 98            | 147               |           |
| 1990 | 115.208     | 1.956.130   | 5,9 %       | 37            | 2                 | 35              | 3.113                  |                  | 63            | 171               | 17        |
| 1999 | 193.667     | 2.271.256   | 8,5 %       | 50            | 7                 | 43              | 3.873                  |                  | 72            | 278               | 18        |
| 2000 | 201.870     | 2.321.011   | 8,7 %       | 56            | 7                 | 49              | 3.604                  |                  | 78            | 244               | 18        |
| 2001 | 215.078     | 2.367.431   | 9,1 %       | 55            | 7                 | 48              | 3.910                  |                  | 78            | 256               | 19        |
| 2002 | 221.249     | 2.417.146   | 9,2 %       | 58            | 7                 | 51              | 3.814                  |                  | 81            | 249               | 19        |
| 2003 | 231.881     | 2.467.906   | 9,4 %       | 62            | 8                 | 54              | 3.740                  |                  | 87            | 283               | 19        |
| 2004 | 243.923     | 2.477.906   | 9,8 %       | 71            | 9                 | 62              | 3.435                  |                  | 96            | 296               | 20        |